# Calle Daniel de la Sota
La Calle Daniel de la Sota es una calle céntrica de la ciudad española de Pontevedra situada en el primer ensanche de la ciudad. Es una de las calles más conocidas de Pontevedra.

## Origen del nombre
El nombre hace referencia al ingeniero militar y político Daniel de la Sota Valdecilla (1877-1958) en reconocimiento a su labor en la ciudad. Impulsó las obras del cuartel de San Fernando, fue presidente de la Diputación Provincial de Pontevedra, promovió la instalación en Pontevedra de la Misión Biológica de Galicia, colaboró en la creación del Museo de Pontevedra y fue el primer presidente de la Caja de Ahorros Provincial de Pontevedra.

## Historia
La calle se concibió como eje directo para poder atravesar una zona céntrica de la ciudad y unir las calles de Benito Corbal en la parte norte y Peregrina, García Camba y Andrés Muruais en la parte sur. En septiembre de 1955 la apertura de la entonces llamada calle de prolongación de Cobián Roffignac se hallaba pendiente del Consejo del Banco de Crédito Local de España. A finales de 1956 empezaron las obras de la calle. 
Tras el fallecimiento de Daniel de la Sota el 11 de febrero de 1958, la corporación municipal de Pontevedra acordó el 28 de febrero de ese año darle su nombre a la calle. La calle fue inaugurada en la tarde del domingo 7 de diciembre de 1958 con la asistencia de numeroso público y representaciones diversas, así como las autoridades.
A partir de su apertura en 1958 la calle se convirtió en un punto neurálgico de la ciudad y en ella se instalaron conocidos comercios así como un destacado hotel y una popular cafetería y discoteca. Ya en 1844 se había establecido en la esquina de lo que sería un siglo después la nueva calle Daniel de la Sota con la calle Peregrina la imprenta Viñas, de la que fueron clientes Castelao y Gonzalo Torrente Ballester. En los años 1950 el local se remodeló y amplió para albergar una librería y una papelería. La librería Viñas cerró en octubre de 2004.
En 1965 se inauguró en la calle Daniel de la Sota en la esquina con la calle Castelao el emblemático Hotel Rías Bajas, el más antiguo de la ciudad después del Parador Nacional de Turismo Casa del Barón, abierto en 1955.
En 1969 abrió en la calle la popular juguetería y tienda de artículos deportivos Chacón, que se trasladó desde la calle Cobián Roffignac donde había abierto sus puertas en 1961. La tienda se trasladó a la calle Fray Juan de Navarrete en enero de 2023.
En 1972 se inauguró en la esquina con la calle de Benito Corbal la emblemática Cafetería Daniel. Era un gran local de dos plantas y fue la más moderna y popular de los años 1970, 80 y 90 en Pontevedra. Cerró en febrero de 1997. En 1981 abrió en un local anexo a la cafetería la Discoteca Daniel, el club de ocio nocturno con más solera de la ciudad, que frecuentó el actual rey Felipe VI, cuando era alumno de la Escuela Naval Militar. Después  de la pandemia de COVID-19, la discoteca reabrió sus puertas con el nombre de Lelé de Noite.
A lo largo de su historia la calle fue un punto  destacado del tráfico rodado de la ciudad hasta que la mitad sur fue peatonalizada en 2001. En 2023 se presentó un proyecto para dotar a la mitad norte de la calle de plataforma única y reforzar así su prioridad peatonal.

## Descripción
Es una calle peatonal de 138 metros de longitud, recta y llana, en pleno centro de la ciudad, que conecta la calle de Benito Corbal con la calle García Camba, la calle Peregrina y la calle Andrés Muruais. Su anchura media es de 12 metros. Se trata de una calle céntrica del primer ensanche de la ciudad casi en el límite con el centro histórico de Pontevedra.
Es una de las calles más comerciales de Pontevedra. En la calle se encuentra una veintena de comercios, un hotel referente en la ciudad, una sucursal bancaria y una discoteca.
El pavimento de adoquín de la parte peatonal de la calle es de tonos rosados-rojizos delimitado por una banda central de granito. En el entronque con la calle Benito Corbal el pavimento es pulido de mosaicos y está dispuesto con un diseño de plaza circular.
En el tramo peatonal de la calle se encuentran diferentes árboles: 12  perales de Callery, 1 peral común y 8 ciruelos comunes.

## Galería de imágenes

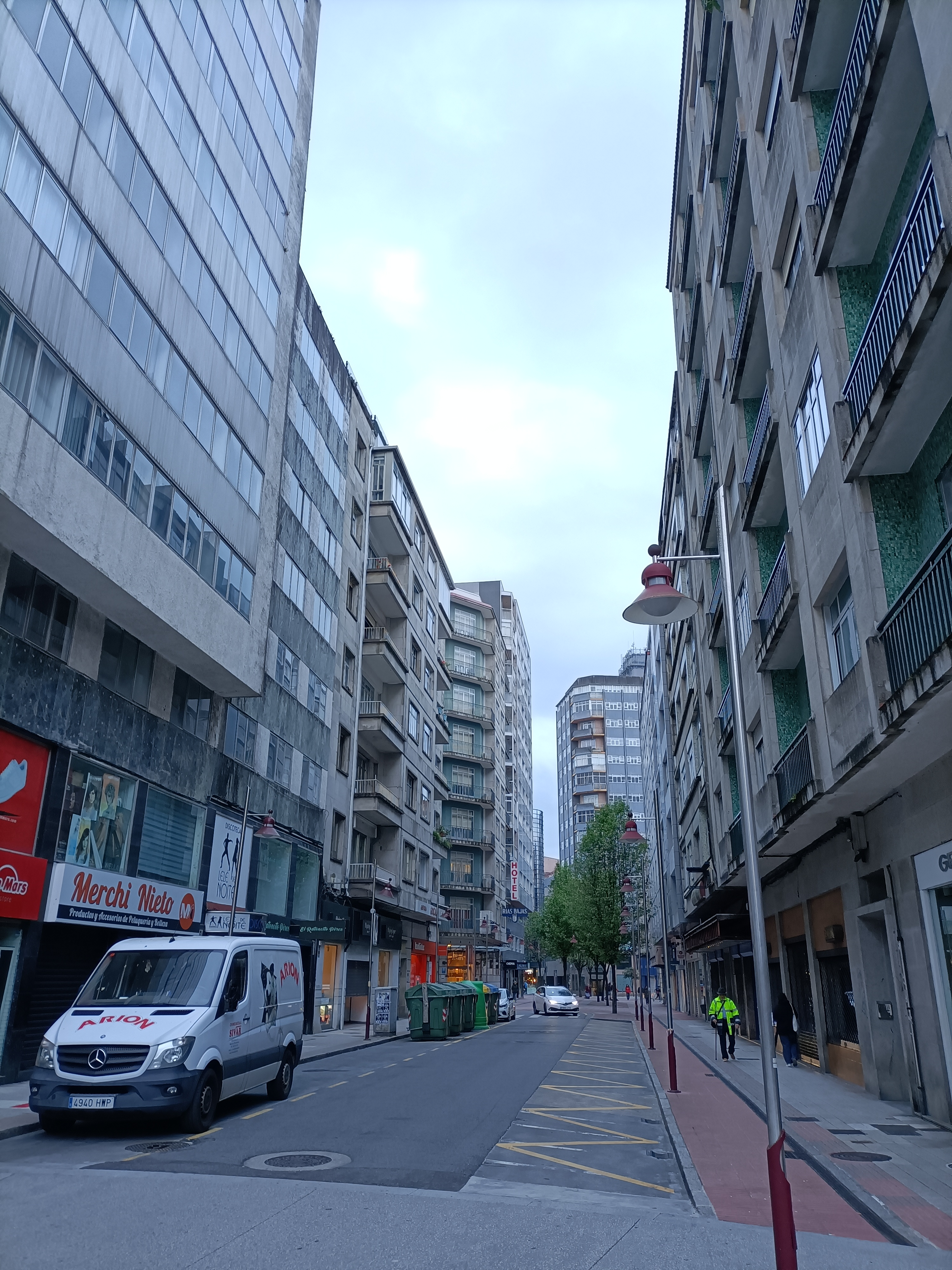
Tramo norte de la calle en 2024
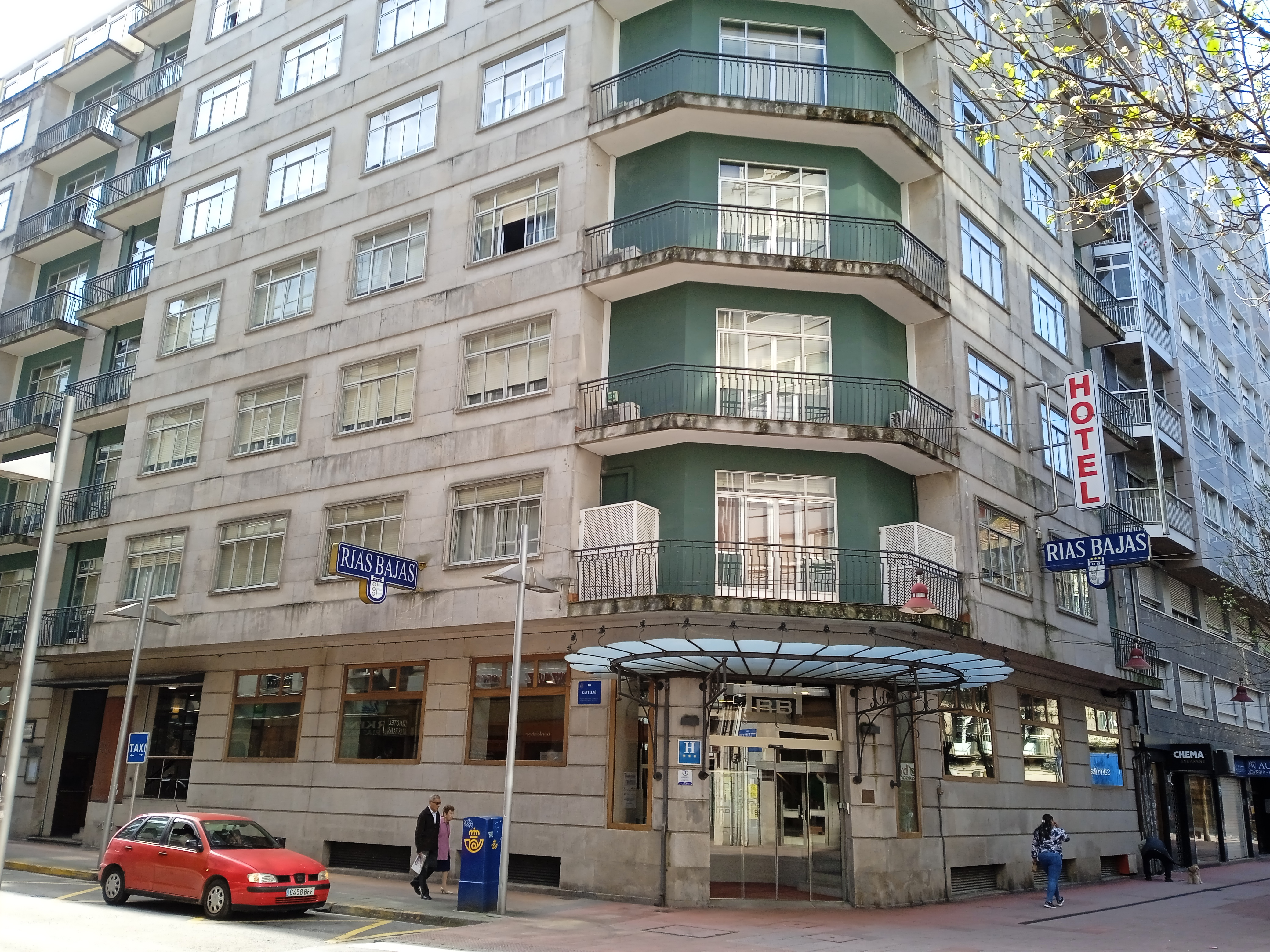
El Hotel Rías Bajas en el centro de la calle
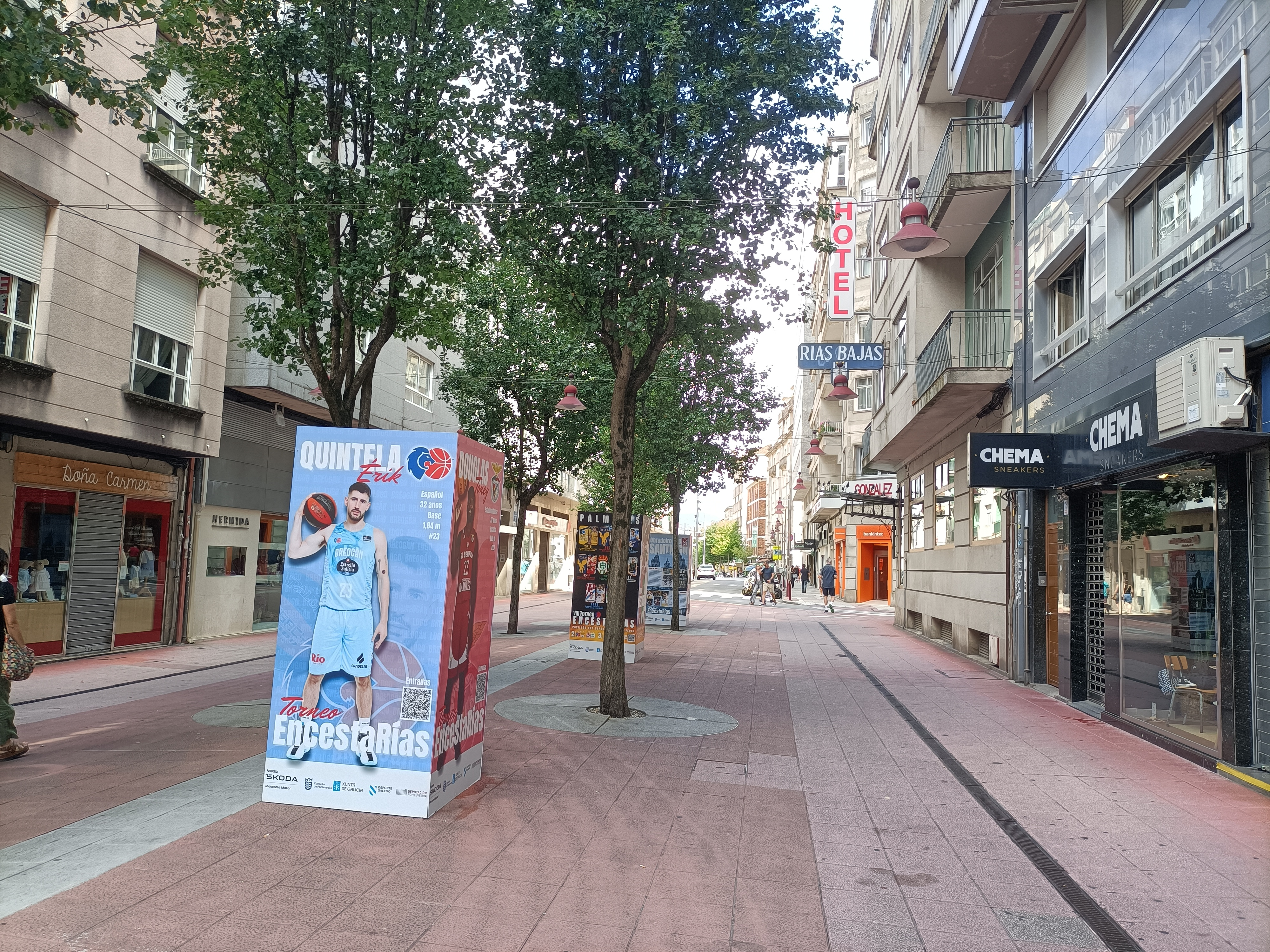
Calle Daniel de la Sota